# 왕십리 (영화)
"왕십리"는 조해일 원작, 이희우 각색, 임권택 감독의 1976년 한국 영화이다. 전쟁물 또는 액션 위주의 폭력물을 즐겨 다루던 임권택 감독이 오랜만에 문예물 영화에 손대어 수작(秀作)을 만든 영화였다.

## 줄거리
서울 왕십리가 고향인 준태가 오랜 동안 외국에 나가 있다가 십여 년 만에 귀국한다. 모든 환경이 변해 있었고, 사랑했던 여인 영애도 결국 남의 아내가 되어 있었다. 친구들의 만류도 뿌리치고 준태는 영애를 만나 깊은 후회와 더불어 야릇한 감회에 잠기게 된다. 한편 철부지 아가씨인 영선은 중년의 멋쟁이인 준태에게 의지하려고 적극적인 공세를 펴기도 하지만 준태의 의식은 십여 년 전으로 자꾸 거슬러만 간다. 결국 이 정든 고장에 정착하려 할 무렵 어두운 그의 과거의 그림자가 불의의 침입객들에 의해 드러나게 되고, 준태는 그들과 처절한 격투를 마치고 스스로의 인생행로를 다시 점검해 본다.

## 출연
- 신성일: 민준태 역
- 김영애: 정희 역
- 전영선: 윤애 역
- 최불암: 당구장 아저씨 역
- 백일섭: 충근 역

## 수상
- 1976년도 제12회 한국연극영화예술상에서 작품상. 감독상